# Österreichische Fußballmeisterschaft 1934/35
Die Österreichische Fußballmeisterschaft 1934/35 wurde vom  Wiener Fußball-Verband ausgerichtet und von dessen Mitgliedern bestritten. Als Unterbau zur I. Liga diente die zweigleisig geführte II. Liga. Diese Ligen waren nur für professionelle Fußballvereine zugänglich. Zudem wurden von weiteren Bundeslandverbänden Landesmeisterschaften in unterschiedlichen Modi auf Amateur-Basis ausgerichtet. Die jeweiligen Amateur-Landesmeister spielten anschließend bei der Amateurmeisterschaft ebenfalls einen Meister aus.

## I. Liga

### Allgemeines
Die Meisterschaft in der I. Liga wurde mit 12 Mannschaften bestritten, die während des gesamten Spieljahres je zwei Mal aufeinander trafen. Österreichischer Fußballmeister wurde Rapid, die ihren elften Meistertitel gewann und sich so für den Mitropapokal 1935 qualifizierte. Teilnahmeberechtigt war weiters der ÖFB-Cupsieger Austria sowie die Admira als Zweiter der Meisterschaft. Die Dritt- bis Sechstplatzierten spielten weiters den vierten Startplatz unter sich aus. Der Favoritner Sportclub musste als Tabellenletzter in die II. Liga absteigen.
Rapid war bislang auch das einzige Team gewesen, das bereits einmal ungeschlagen Meister geworden ist; das war 1912/13.

### Abschlusstabelle
| Pl. | Verein               | Sp. | S  | U | N  | Tore    | Diff. | Punkte |
| --- | -------------------- | --- | -- | - | -- | ------- | ----- | ------ |
| 1.  | SK Rapid Wien        | 22  | 18 | 4 | 0  | 095:300 | +65   | 40     |
| 2.  | SK Admira Wien       | 22  | 15 | 4 | 3  | 074:270 | +47   | 34     |
| 3.  | First Vienna FC 1894 | 22  | 11 | 5 | 6  | 036:250 | +11   | 27     |
| 4.  | SC Wacker Wien       | 22  | 8  | 6 | 8  | 048:550 | −7    | 22     |
| 5.  | SC Libertas Wien     | 22  | 6  | 8 | 8  | 043:450 | −2    | 20     |
| 6.  | Wiener Sport-Club    | 22  | 8  | 4 | 10 | 033:400 | −7    | 20     |
| 7.  | Floridsdorfer AC     | 22  | 7  | 6 | 9  | 041:530 | −12   | 20     |
| 8.  | FK Austria Wien (C)  | 22  | 8  | 2 | 12 | 036:480 | −12   | 18     |
| 9.  | FC Wien              | 22  | 4  | 9 | 9  | 033:440 | −11   | 17     |
| 10. | SC Hakoah Wien       | 22  | 6  | 5 | 11 | 037:600 | −23   | 17     |
| 11. | Wiener AC            | 22  | 5  | 6 | 11 | 036:570 | −21   | 16     |
| 12. | Favoritner Sportclub | 22  | 4  | 5 | 13 | 025:530 | −28   | 13     |

### Torschützenliste
| Pl. | Tore    | Spieler          | Verein         |
| --- | ------- | ---------------- | -------------- |
| 1   | 27 Tore | Matthias Kaburek | SK Rapid Wien  |
| 2.  | 21 Tore | Franz Binder     | SC Wacker Wien |
| 3.  | 20 Tore | Johann Walzhofer | SK Rapid Wien  |
| 4.  | 17 Tore | Karl Hochreiter  | SK Rapid Wien  |
| 5.  | 15 Tore | Leopold Vogl     | SK Admira Wien |

siehe auch Die besten Torschützen

### Die Meistermannschaft der Wiener Rapid
Rudolf Raftl (22) – Leopold Czejka (9), Karl Jestrab (19), Ludwig Tauschek (17) – Franz Wagner (21), Stefan Skoumal (22), Josef Smistik (C) (14/1), Rudolf Fiala (1) – Franz Smistik (14/5), Johann Ostermann (16/10), Karl Hochreiter (18/17), Johann Luef (2/1), Matthias Kaburek (22/27), Johann Pesser (15/3), Franz Binder (22/21), Josef Bican (3/2), Ernst Letsch (2/1), Leopold Zeman (3/4) – Sektionsleiter: Dionys Schönecker – Trainer: Eduard Bauer

## Qualifikationsturnier Mitropapokal
| Halbfinale                | Halbfinale           | Halbfinale        | Halbfinale | Halbfinale |
| ------------------------- | -------------------- | ----------------- | ---------- | ---------- |
| Wiener Sport-Club         | 3:1 (2:0)            | SC Libertas Wien  |            |            |
| First Vienna FC 1894      | 2:1 (2:0)            | SC Wacker Wien    |            |            |
| Finale                    |                      |                   |            |            |
| First Vienna FC 1894      | 2:2 n. V. (2:2, 1:1) | Wiener Sport-Club |            |            |
| Wiederholungsspiel Finale |                      |                   |            |            |
| First Vienna FC 1894      | 4:1 (1:0)            | Wiener Sport-Club |            |            |

## Relegation
| Relegation    | Relegation | Relegation     | Relegation | Relegation |
| ------------- | ---------- | -------------- | ---------- | ---------- |
| Favoritner AC | 4:3        | SK Slovan Wien | 3:3        | 1:0        |

## II. Liga

### Allgemeines
In der II. Liga war eine Liga Nord und in eine Liga Süd aufgestaffelt, in denen 14 beziehungsweise 13 Mannschaften, die während des gesamten Spieljahres je zweimal aufeinander trafen, um den Aufstieg in die I. Liga spielten. Die beiden Tabellenersten Favoritner AC (Nord) und SK Slovan Wien (Süd) spielten anschließend in der Relegation um den Aufstieg in die I. Liga.

### II. Liga Nord
Abschlusstabelle
| Pl. | Verein                           | Sp. | S  | U  | N  | Tore    | Diff. | Punkte |
| --- | -------------------------------- | --- | -- | -- | -- | ------- | ----- | ------ |
| 1.  | Favoritner AC                    | 26  | 17 | 6  | 3  | 068:280 | +40   | 40     |
| 2.  | Wiener Sportvereinigung          | 26  | 15 | 7  | 4  | 060:430 | +17   | 37     |
| 3.  | SC Neubau                        | 26  | 13 | 8  | 5  | 067:400 | +27   | 34     |
| 4.  | ASK Schwechat                    | 26  | 14 | 5  | 7  | 071:430 | +28   | 33     |
| 5.  | SC Helfort Wien                  | 26  | 10 | 10 | 6  | 062:380 | +24   | 30     |
| 6.  | Heeres SV Wien                   | 26  | 11 | 7  | 8  | 047:490 | −2    | 29     |
| 7.  | Polizei SV Wien                  | 26  | 12 | 4  | 10 | 058:600 | −2    | 28     |
| 8.  | GB Merkur Wien                   | 26  | 9  | 5  | 12 | 044:510 | −7    | 23     |
| 9.  | SC Gelb-Rot Juventus Wien        | 26  | 10 | 3  | 13 | 044:540 | −10   | 23     |
| 10. | HAC-Nordstern                    | 26  | 9  | 4  | 13 | 052:630 | −11   | 22     |
| 11. | Post SV Wien                     | 26  | 8  | 5  | 13 | 048:560 | −8    | 21     |
| 12. | Vienna Cricket and Football-Club | 26  | 7  | 7  | 12 | 035:540 | −19   | 21     |
| 13. | SC Hietzing                      | 26  | 5  | 4  | 17 | 042:790 | −37   | 14     |
| 14. | SC Shell Wien                    | 26  | 4  | 1  | 21 | 050:900 | −40   | 09     |

### II. Liga Süd
Abschlusstabelle
| Pl. | Verein                       | Sp. | S  | U  | N  | Tore    | Diff. | Punkte |
| --- | ---------------------------- | --- | -- | -- | -- | ------- | ----- | ------ |
| 1.  | SK Slovan Wien               | 24  | 18 | 3  | 3  | 068:260 | +42   | 39     |
| 2.  | Brigittenauer AK             | 24  | 13 | 8  | 3  | 073:370 | +36   | 34     |
| 3.  | 1. Favoritner FC Vorwärts 06 | 24  | 9  | 10 | 5  | 052:410 | +11   | 28     |
| 4.  | SC Burgtheater               | 24  | 12 | 2  | 10 | 051:350 | +16   | 26     |
| 5.  | 1. Simmeringer SC            | 24  | 10 | 6  | 8  | 057:510 | +6    | 26     |
| 6.  | SC Rapid Oberlaa             | 24  | 9  | 7  | 8  | 056:450 | +11   | 25     |
| 7.  | Germania Schwechat           | 24  | 10 | 3  | 11 | 046:530 | −7    | 23     |
| 8.  | SC Metallum Wien             | 24  | 9  | 4  | 11 | 035:400 | −5    | 22     |
| 9.  | Wiener Rasensportfreunde     | 24  | 7  | 6  | 11 | 041:570 | −16   | 20     |
| 10. | Landstraßer Amateure         | 24  | 7  | 6  | 11 | 030:430 | −13   | 20     |
| 11. | ABC Wien                     | 24  | 7  | 5  | 12 | 044:550 | −11   | 19     |
| 12. | SV Donau Wien                | 24  | 7  | 2  | 15 | 039:760 | −37   | 16     |
| 13. | DFC Wien                     | 24  | 3  | 6  | 15 | 027:600 | −33   | 12     |

Der Brigittenauer AK startete noch als Sportclub Bewegung XX in die Saison, änderte seinen Vereinsnamen mit Wirkung Ende März 1935 in Brigittenauer Associations Fußballklub, kurz Brigittenauer AK bzw. auch B.A.K.

## Amateurmeisterschaft

### Spielergebnisse
| Vorrunde           | Vorrunde | Vorrunde                       | Vorrunde | Vorrunde  | Vorrunde  |
| ------------------ | -------- | ------------------------------ | -------- | --------- | --------- |
| Badner AC          | 7:0      | SC Hutter & Schrantz Pinkafeld | 3:0      | 4:0       |           |
| Viertelfinale      |          |                                |          |           |           |
| Austria Klagenfurt | 12:10    | Wiener Sportvereinigung        | 5:0      | 7:1       |           |
| Grazer SC          | 4:6      | Badener AC                     | 2:3      | 2:3       |           |
| SV Urfahr          | 6:8      | FC Lustenau 07                 | 5:1      | 1:7 n. V. |           |
| Innsbrucker SK     | 5:9      | Salzburger AK 1914             | 1:5      | 4:4       |           |
| Halbfinale         |          |                                |          |           |           |
| Austria Klagenfurt | 4:5      | Badener AC                     | 1:3      | 3:2       |           |
| Salzburger AK 1914 | 3:1      | FC Lustenau 07                 | 1:0      | 2:1       |           |
| Finale             |          |                                |          |           |           |
| Salzburger AK 1914 | 6:7      | Badener AC                     | 4:1      | 0:3       | (1)2:3(1) |

### Finaldaten
Hinspiel
| Salzburger AK 1914 – Badener AC 4:1 | Salzburger AK 1914 – Badener AC 4:1 |
| ----------------------------------- | --- |
| Daten                               | 8. September 1935, SAK-Platz |
| Tore                                | Salzburg: Josef Summersberger, Erich Hojnik, Karl Kainberger, Anton Schaghy; Baden: Robert Wotruba                                                                                |
| SAK                                 | Eduard Kainberger; Hubert Neuwirth, Josef Purer; Walter Summersberger, Ernst Bacher, Simon Kreuzer; Josef Summersberger, Adolf Laudon, Erich Hojnik, Karl Kainberger, Anton Saghi |
| BAC                                 | Leopold Bachinger; Max Stiegler, Josef Skrianz, Josef Puchinger, Leopold Cermak, Rudolf Bauer, Franz Prechtl, Robert Wotruba, Karl Leitner, Tibor Ebert, Franz Hutterer           |

Rückspiel
| Badener AC – Salzburger AK 1914 3:0 | Badener AC – Salzburger AK 1914 3:0 |
| ----------------------------------- | --- |
| Daten                               | 15. September 1935, BAC-Platz |
| Tore                                | Baden: Karl Leitner, Tibor Ebert, Josef Puchinger |
| BAC                                 | Leopold Bachinger; Max Stiegler, Josef Skrianz, Fritz Okrisek, Leopold Cermak, Rudolf Bauer, Franz Prechtl, Robert Wotruba, Karl Leitner, Tibor Ebert, Josef Puchinger             |
| SAK                                 | Eduard Kainberger; Josef Purer, Josef Sollereder; Walter Summersberger, Ernst Bacher, Simon Kreuzer; Josef Summersberger, Adolf Laudon, Erich Hojnik, Karl Kainberger, Anton Saghi |

Wiederholungsspiel
| Badener AC – Salzburger AK 1914 3:2 | Badener AC – Salzburger AK 1914 3:2 |
| ----------------------------------- | --- |
| Daten                               | 6. Oktober 1935, WAC-Platz (3.000) |
| Tore                                | Baden: Leopold Cermak, Robert Wotruba, Karl Leitner; Salzburg: Adolf Laudon, Karl Kainberger                                                                                      |
| BAC                                 | Leopold Bachinger; Max Stiegler, Josef Skrianz, Karl Egger, Leopold Cermak, Rudolf Bauer, Franz Prechtl, Robert Wotruba, Karl Leitner, Tibor Ebert, Josef Puchinger               |
| SAK                                 | Eduard Kainberger; Josef Purer, Josef Sollereder; Walter Summersberger, Ernst Bacher, Simon Kreuzer; Josef Summenberger, Adolf Laudon, Erich Hojnik, Karl Kainberger, Anton Saghi |

## Landesligen

### Niederösterreich
Landesmeister von Niederösterreich wurde der Badener AC.

### Oberösterreich-Salzburg
Abschlusstabelle
| Pl. | Verein                | Sp. | S  | U | N  | Tore    | Diff. | Punkte |
| --- | --------------------- | --- | -- | - | -- | ------- | ----- | ------ |
| 1.  | Salzburger AK 1914    | 20  | 14 | 2 | 4  | 076:290 | +47   | 30     |
| 2.  | SV Urfahr Linz        | 20  | 13 | 2 | 5  | 068:380 | +30   | 28     |
| 3.  | SK Admira Linz        | 20  | 13 | 2 | 5  | 064:420 | +22   | 28     |
| 4.  | Linzer ASK            | 20  | 12 | 3 | 5  | 060:300 | +30   | 27     |
| 5.  | Germania Linz         | 20  | 11 | 3 | 6  | 052:350 | +17   | 25     |
| 6.  | Welser SC             | 20  | 10 | 2 | 8  | 062:430 | +19   | 22     |
| 7.  | Amateure Steyr        | 20  | 8  | 1 | 11 | 055:540 | +1    | 17     |
| 8.  | SV Austria Salzburg   | 20  | 7  | 3 | 10 | 057:560 | +1    | 17     |
| 9.  | SC Hertha Wels        | 20  | 5  | 5 | 10 | 041:580 | −17   | 15     |
| 10. | 1. Salzburger SK 1919 | 20  | 4  | 1 | 15 | 030:900 | −60   | 09     |
| 11. | SV Gmunden            | 20  | 0  | 2 | 18 | 024:114 | −90   | 02     |

### Steiermark
Abschlusstabelle
| Pl. | Verein           | Sp. | S  | U | N  | Tore    | Diff. | Punkte |
| --- | ---------------- | --- | -- | - | -- | ------- | ----- | ------ |
| 1.  | Grazer SC        | 16  | 12 | 2 | 2  | 057:270 | +30   | 26     |
| 2.  | FC Graz          | 16  | 10 | 2 | 4  | 031:180 | +13   | 22     |
| 3.  | WSV Donawitz     | 16  | 8  | 3 | 5  | 039:230 | +16   | 19     |
| 4.  | SK Sturm Graz    | 16  | 8  | 2 | 6  | 038:310 | +7    | 18     |
| 5.  | Grazer AK        | 16  | 8  | 1 | 7  | 044:260 | +18   | 17     |
| 6.  | ESV Austria Graz | 16  | 4  | 8 | 4  | 023:290 | −6    | 16     |
| 7.  | Kapfenberger SC  | 16  | 5  | 4 | 7  | 039:310 | +8    | 14     |
| 8.  | Südbahn Graz     | 16  | 3  | 3 | 10 | 017:500 | −33   | 09     |
| 9.  | Hakoah Graz      | 16  | 1  | 1 | 14 | 012:650 | −53   | 03     |

### Tirol
Abschlusstabelle
| Pl. | Verein                 | Sp. | S  | U | N  | Tore    | Diff. | Punkte |
| --- | ---------------------- | --- | -- | - | -- | ------- | ----- | ------ |
| 1.  | Innsbrucker SK         | 12  | 10 | 0 | 2  | 049:100 | +39   | 20     |
| 2.  | Innsbrucker AC         | 12  | 9  | 0 | 3  | 035:150 | +20   | 18     |
| 3.  | Heeres SV Innsbruck    | 12  | 8  | 1 | 3  | 039:310 | +8    | 17     |
| 4.  | FC Wacker Innsbruck    | 12  | 5  | 2 | 5  | 028:260 | +2    | 12     |
| 5.  | FC Veldidena Innsbruck | 12  | 3  | 1 | 8  | 023:370 | −14   | 07     |
| 6.  | SV Innsbruck           | 12  | 1  | 2 | 9  | 021:470 | −26   | 04     |
| 7.  | SC Tirol Innsbruck     | 12  | 2  | 0 | 10 | 015:440 | −29   | 04     |

### Vorarlberg
Abschlusstabelle
| Pl. | Verein                 | Sp. | S  | U | N  | Tore    | Diff. | Punkte |
| --- | ---------------------- | --- | -- | - | -- | ------- | ----- | ------ |
| 1.  | FC Lustenau 07         | 12  | 11 | 0 | 1  | 058:110 | +47   | 22     |
| 2.  | FC Dornbirn 1913       | 12  | 7  | 3 | 2  | 037:170 | +20   | 17     |
| 3.  | FC Bregenz             | 12  | 7  | 1 | 4  | 028:270 | +1    | 15     |
| 4.  | FA Turnerbund Lustenau | 12  | 5  | 4 | 3  | 026:200 | +6    | 14     |
| 5.  | SpVgg Hard             | 12  | 5  | 1 | 6  | 020:270 | −7    | 11     |
| 6.  | FC Bludenz             | 12  | 1  | 1 | 10 | 008:510 | −43   | 03     |
| 7.  | SpVgg Feldkirch        | 12  | 1  | 0 | 11 | 018:420 | −24   | 02     |